# John Ford (toneelschrijver)
John Ford (Ilsington, gedoopt op 17 april 1586 – 1639 of 1640, volgens een andere bron zelfs 1656) was een Engels dichter en toneelschrijver ten tijde van Jacobus I en Karel I.
John Ford was de tweede zoon van Thomas Ford uit Devonshire. Hij studeerde korte tijd aan de Universiteit van Oxford en werd in 1602 toegelaten tot de Middle Temple in Londen voor een juridische opleiding, maar onbekend is of hij daadwerkelijk de opleiding volgde.
In 1606 verschenen van zijn hand twee gedichten, Fame's Memorial, een elegie voor de toen recent overleden Charles Blount, 1e graaf van Devonshire, en Honor Triumphant, een pamflet in proza. Beide stukken lijken te zijn geschreven in een poging een sponsor te vinden.
Al vroeg begon hij voor het toneel te schrijven, eerst, zoals destijds vaak gebeurde, in samenwerking met andere toneelschrijvers zoals Thomas Dekker en John Webster. Met Dekker en William Rowley schreef hij The Witch of Edmonton (1623).
The Spanish Gipsie, gepubliceerd in 1653, was een samenwerkingsproject met Thomas Middleton en The Late Murder of the Son upon the Mother, waarvan de tekst verloren is gegaan, met Dekker, Rowley en Webster.
Fords eerste zelfstandige stuk was The Lover's Melancholy (1629). In het voorwoord van 'Tis Pity She's a Whore (uitgegeven in 1633) noemt de schrijver dit zelf als zijn eerste pennenvrucht. The Broken Heart en Love's Sacrifice verschenen in hetzelfde jaar. Zijn historische stuk Perkin Warbeck verscheen in 1634 en Fancies Chaste and Noble in 1638.
Zijn laatste stuk, The Lady's Trial, werd uitgegeven in 1639. 